# پدی اسلان
پدی اسلان (انگلیسی: Paddy Sloan؛ ۳۰ آوریل ۱۹۲۰ – ژانویه ۱۹۹۳ (۷۲ سال)) بازیکن فوتبال اهل جمهوری ایرلند بود.
از باشگاه‌هایی که در آن بازی کرده‌است می‌توان به باشگاه فوتبال آرسنال، باشگاه فوتبال برنتفورد، باشگاه فوتبال تورینو، باشگاه فوتبال برشا، باشگاه فوتبال منچستر یونایتد، باشگاه فوتبال شفیلد یونایتد، باشگاه فوتبال هاستینگز یونایتد، باشگاه فوتبال اودینزه، باشگاه فوتبال نوریچ سیتی، باشگاه فوتبال آ.ث. میلان، باشگاه فوتبال میلوال، باشگاه فوتبال پیتربورو یونایتد، باشگاه فوتبال ترانمره راورز، باشگاه فوتبال فولام، باشگاه فوتبال منچستر یونایتد، تیم ملی فوتبال جمهوری ایرلند، و باشگاه فوتبال ارتش سلطنتی مراکش اشاره کرد.